# Кьоне
Кьоне (кор. 경애, 景哀, Gyeongae, Kyŏngae; 858–927) — корейський правитель, п'ятдесят п'ятий володар (ван) держави Сілла.
Був сином вана Сіндока та молодшим братом вана Кьонмьона. Зайняв трон після смерті останнього 924 року.
Прийшов до влади в період пізніх Трьох держав і, відповідно, правив лише незначною частиною колишньої об'єднаної Сілли. Зрештою, навіть ті невеличкі володіння було захоплено силами Хупекче під проводом Кьо Хвона.
Коли вояки Кьон Хвона 927 року захопили Кьонджу, вони знайшли Кьоне в королівському павільйоні Пхосокчон, де той відпочивав. Ван відмовився здатись і вчинив самогубство. Кьон Хвон посадив на престол Кьонсуна, а сам повернувся на захід.